# Ardengost
Ardengost is een gemeente in het Franse departement Hautes-Pyrénées (regio Occitanie) en telt 17 inwoners (2009). De plaats maakt deel uit van het arrondissement Bagnères-de-Bigorre.

## Geografie
De oppervlakte van Ardengost bedraagt 5,5 km², de bevolkingsdichtheid is dus 3,1 inwoners per km².

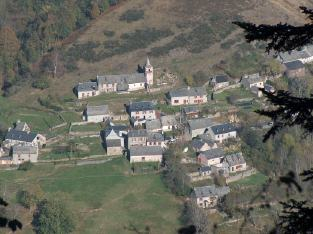
Ardengost

De onderstaande kaart toont de ligging van Ardengost met de belangrijkste infrastructuur en aangrenzende gemeenten.

## Demografie
Onderstaande figuur toont het verloop van het inwonertal (bron: INSEE-tellingen).